# Green Tambourine
«Green Tambourine» es una canción interpretada por la banda estadounidense de rock psicodélico The Lemon Pipers. Fue publicada como sencillo en noviembre de 1967 y alcanzó el puesto #1 en los Estados Unidos y Canadá.

## Escritura y temática
La letrista de la canción, Rochelle “Shelley” Pinz (1943-2004) fue escritora en Brill Building y trabajó con Leka. Ella dijo:

“A principios de la primavera de 1966, mientras estaba de pie frente al Brill Building, vi a un hombre que sostenía una pandereta pidiendo dinero. Escribí un poema sobre él y lo llamé «Green Tambourine». Lo agregué a mi colección de letras... A veces me pregunto qué pasó con el hombre frente al Brill Building, sosteniendo una pandereta pidiendo dinero. Recuerdo haber escrito la letra, ‘watch the jingle jangle start to shine, reflections of the music that is mine. When you toss a coin you'll hear it sing. Now listen while I play my Green Tambourine’ como si fuera ayer..; en los años 60, en las calles entre la Séptima Avenida y Broadway había una magia que uno solo podía imaginar.”

La canción cuenta la historia de un músico callejero que suplica que alguien le dé dinero. A cambio se ofrece a tocar su pandereta verde. La instrumentación de la canción contiene la pandereta titular así como un sitar eléctrico, una firma frecuente del llamado “sonido psicodélico”. Otro gancho es el eco pesado y psicodélico de la cinta que se aplica a la palabra “tocar” en cada estribillo y al final, desvaneciéndose en un redoble de tambores (“Listen while I play play play play play play play my green tambourine”). El eco es notablemente diferente en las mezclas mono y estéreo. La versión mono también comienza a desvanecerse un poco antes que en la versión estéreo. El arreglo musical también presenta cuerdas orquestadas de barrido y el distintivo instrumento de percusión vibraslap. Mientras The Lemon Pipers tocaban en el canción, el productor y coautor y compositor Leka contrató una sección de cuerdas para acompañar a la banda, para agregar profundidad adicional al arreglo ya psicodélico. La sección de cuerdas estaba formada por Elliot Rosoff, David Sackson, Irving Spice, Louise Stone, Louis Gaborwitz y Deborah Idol en violines; Seymour Berman en viola; y Seymour Baraby Sally Rosoff en violonchelos.

## Créditos y personal
Créditos adaptados desde las notas de álbum de Green Tambourine.
The Lemon Pipers
- Ivan Browne – voz principal, guitarra rítmica
- Bill Bartlett – guitarra líder
- R. G. Nave – órgano, pandereta, fog horn, juguetes
- Steve Walmsley – guitarra bajo
- Bill Albaugh – batería

Personal técnico
- Irv Spice Strings – sección de cuerdas
- Ken Hamann – ingeniero de audio
- Bill Radice – ingeniero de audio

## Posicionamiento

### Gráfica semanal
| Gráfica (1967–68)                       | Pico de posición |
| --------------------------------------- | ---------------- |
| Alemania (Official German Charts)       | 10               |
| Australia (Go-Set)                      | 3                |
| Bélgica (Valonia) (Ultratop 50 Singles) | 30               |
| Canadá (RPM Top Singles)                | 3                |
| Estados Unidos (Billboard Hot 100)      | 1                |
| Estados Unidos (Cashbox Top 100)        | 1                |
| Nueva Zelanda (Listener)                | 3                |
| Países Bajos (Single Top 100)           | 9                |
| Sudáfrica (Springbok Radio)             | 6                |
| Reino Unido (UK Singles Chart)          | 7                |
| Suiza (Schweizer Hitparade)             | 7                |

### Gráfica de fin de año
| Gráfica (1968)                     | Pico de posición |
| ---------------------------------- | ---------------- |
| Canadá (RPM Top Singles)           | 6                |
| Estados Unidos (Billboard Hot 100) | 47               |
| Estados Unidos (Cashbox Top 100)   | 8                |

## Certificaciones y ventas
| País                  | Certificación | Ventas  |
| --------------------- | ------------- | ------- |
| Estados Unidos (RIAA) | Oro           | 500,000 |